# Гетто в Новой Мыши
Гетто в Но́вой Мы́ши (лето 1941 — август 1942) — еврейское гетто, место принудительного переселения евреев деревни Новая Мышь Барановичского района Брестской области и близлежащих населённых пунктов в процессе преследования и уничтожения евреев во время оккупации территории Белоруссии войсками нацистской Германии в период Второй мировой войны.

## Оккупация Новой Мыши и создание гетто
Деревня Новая Мышь, в семи километрах от Барановичей, была захвачена немецкими войсками 27 июня 1941 года, и оккупация продлилась более трёх лет — до 8 июля 1944 года. Кроме местных евреев, там находились сотни беженцев из Польши.
После оккупации в деревне был размещен гарнизон вспомогательной полиции, набранный из местных коллаборационистов.
Реализуя нацистскую программу уничтожения евреев, немцы создавали гетто почти во всех городах и населённых пунктах Беларуси, где проживало еврейское население. Так и в Новой Мыши оккупанты организовали гетто.

## Уничтожение гетто

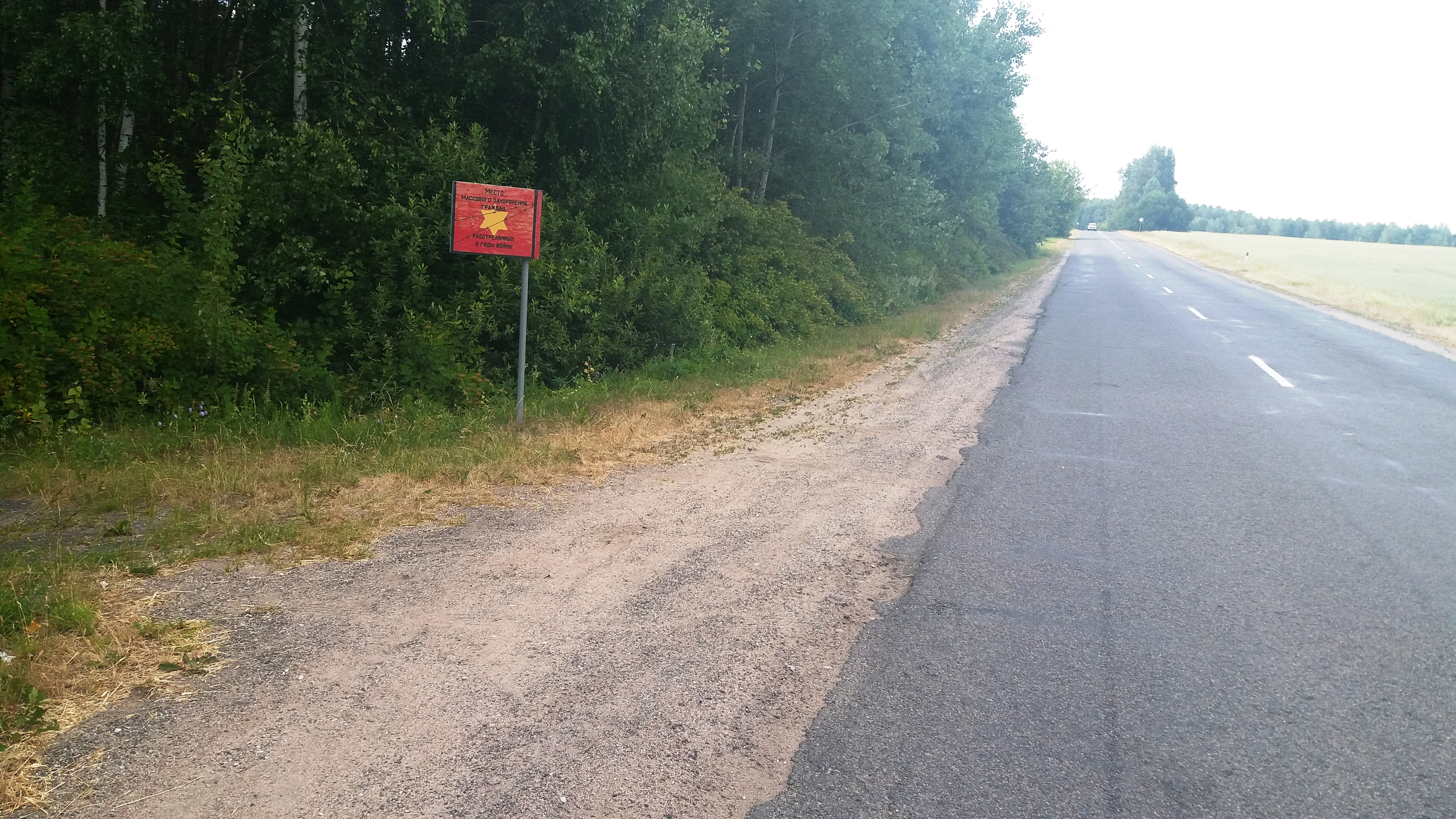
Указатель к памятнику

Гетто в Новой Мыши было уничтожено в результате последней «акции» (таким эвфемизмом нацисты называли организованные ими массовые убийства) в августе 1942 (летом 1943) года, когда были убиты все ещё оставшиеся в живых евреи — около 2000 (400—600, 1000) человек.
Оставшихся евреев — женщин, детей и стариков — согнали на базарную площадь в клуб, затем построили в колонну по 4 человека и под охраной полицаев погнали к месту убийства в лес. Там уже была выкопана яма шириной 4 метра и длиной несколько десятков метров с ведущими вниз ступеньками. Полицейские заводили в яму по 25-30 человек и заставляли ложиться. Руководили расстрелом несколько немцев из СД, стреляли местные полицаи. Затем в яму загоняли следующую группу обречённых людей. Один молодой еврей успел выхватить спрятанный топор, накинулся на полицая и отрубил ему руку.

## Организаторы и исполнители убийств
По данным Барановичской городской комиссии ЧГК, организаторами, руководителями и также непосредственными участниками массовых убийств евреев в Новой Мыши и районе были немцы: оберлейтенант Вейтумберг — комендант Новомышского гарнизона; оберлейтенант Гросс — руководитель земельного отдела района; оберлейтенант Отто — заместитель Гросса; Кароль — руководитель Новомышской МТС; Бокк — заведующий над помещичьими имениями.

## Память
Опубликованы неполные списки жертв геноцида евреев в Новой Мыши. Памятник убитым находится в двух километрах к северо-востоку от деревни на обочине дороги на деревню Козлякевичи Новомышского сельсовета. Надпись на памятнике на белорусском языке: «У гэтым месцы летам 1942 года фашысцкімi захопніками былi растраляны мірныя жыхары вескi Новая Мыш i другіх прылягаючых населеных пунктаў. Людзi, схілiце галовы».